# Karl Hofmann (architecte)
Pour les articles homonymes, voir Hofmann.
Karl Christian Hofmann (*20 avril 1856 à Herborn; † 28 décembre 1933 à Darmstadt) était  un architecte allemand  et professeur des universités.

## Biographie
Karl Hofmann est fils de Philipp Ludwig Hofmann (damasseur) et son épouse Katharine Jakobine, née Petry ; un frère cadet est l'architecte Ludwig Hofmann.
Karl Hofmann étudie à l'Académie d'architecture de Berlin et à l'Université technique de Vienne. Depuis 1885 il est nommé Architecte de la ville et de la cathédrale à Worms ; il est responsable du sauvetage de la cathédrale et l'élargissement de la ville vers le Rhin.
En 1897 Hofmann a été nommé professeur à l'Université technique de Darmstadt, il y enseignait pendant trente ans l'architecture. Outre son enseignement il prenait occasionnellement des tâches de planification urbaine comme le plan pour le quartier des Travailleurs à Gustavsburg de l'usine de MAN (1902); mais surtout il soutenait l’administration de la construction du Grand-duché de Hesse comme directeur artistique. Avec Karl Mayreder (de), professeur pour l'urbanisme à l'Université technique de Vienne, il expertisait en 1905/1907 le plan de la ville historique de Salzbourg. En 1921, il est nommé Docteur honoris causa (Dr-Ing. E. h.) de l'Université Gottfried Wilhelm Leibniz de Hanovre.

## Constructions
(en sélection)

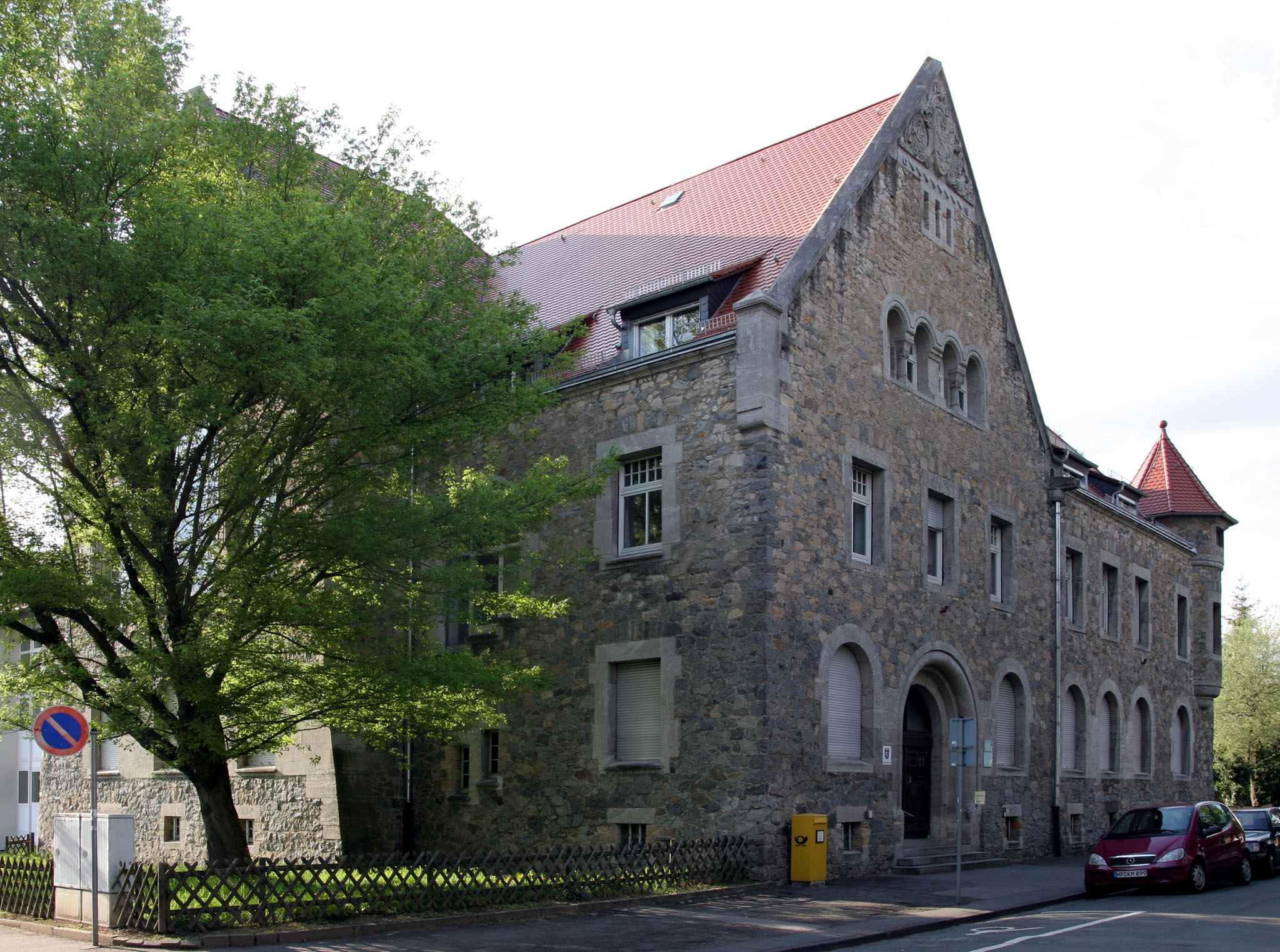
Tribunal de première instance (Amtsgericht) à Bensheim.

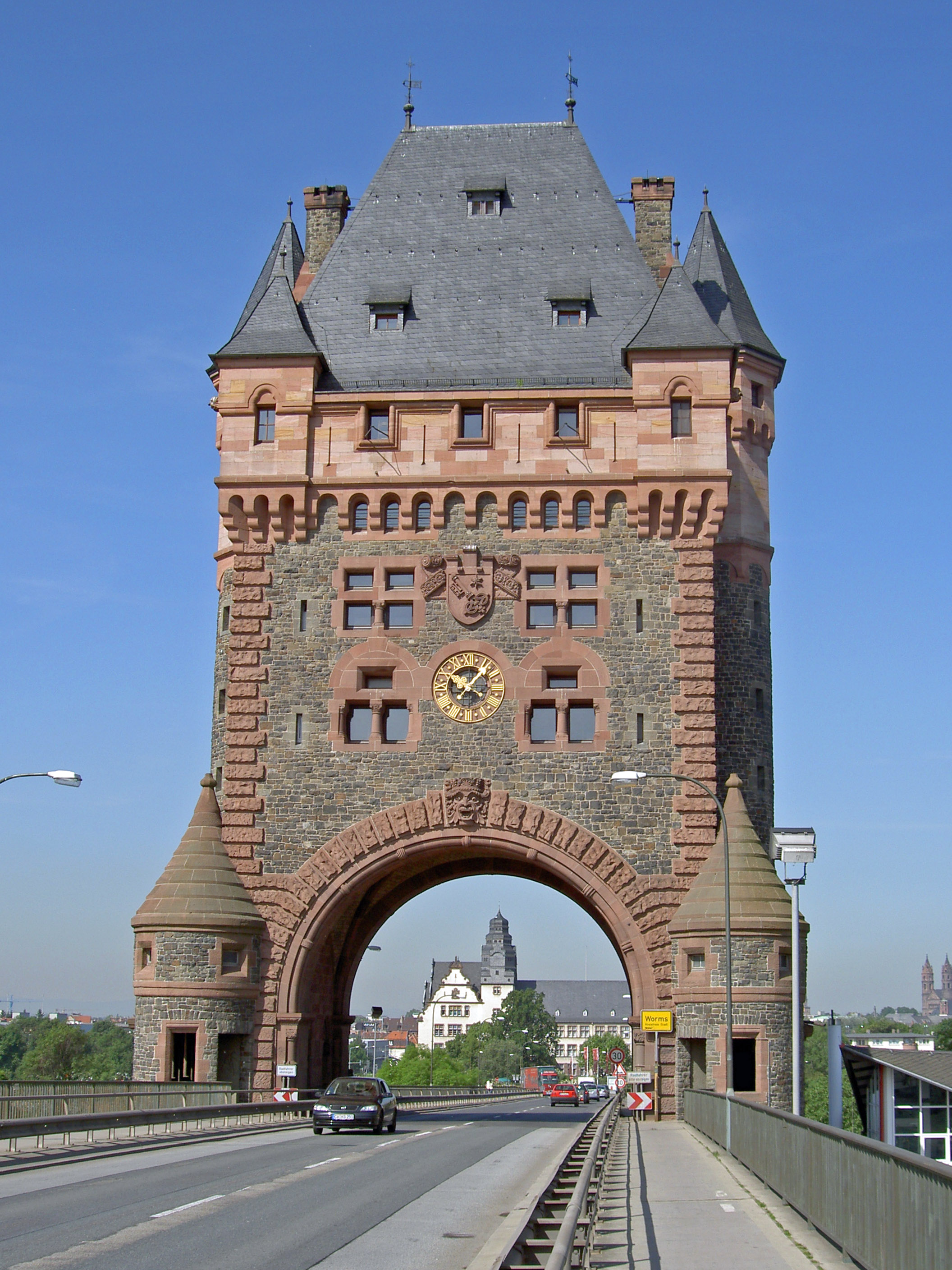
Tour du Pont des Nibelungen.

- 1878–1880 : Synagogue à Münster (selon un concours d'architecture)[2]
- 1888 : L'hôpital urbain de Worms
- 1889-1890 : Château d'eau de Worms
- 1892 : Grotte des Nibelungen à Sinn
- 1895 : Monument de Louis (de) à Worms
- 1897-1900 : Enst-Ludwig-Brücke", aujourd'hui pont des Nibelungen et la Tour des Nibelungen
- 1898 : Maison jumelée à Darmstadt sur Mathildenhöhe, Nikolaiweg 4/6
- 1899 : Bâtiment commercial Eglert à Darmstadt près de l'église ville[Quoi ?] (Stadtkirche)
- 1900-1902 : Tribunal d'instance de Bensheim (de), Wilhelmstraße 26
- 1903-1905 : Tribunal d'instance de Darmstadt (de) à Darmstadt, Frankfurter Straße / Bismarckstraße (avec l'architecte Wilhelm Thaler)